# Louis Dupré (chorégraphe)
Pour les articles homonymes, voir Louis Dupré et Dupré.
Œuvres principales
Sesostris (1748)
Les Spectacles du Parnasse (1754)
Louis Dupré est un danseur, maître de ballet et pédagogue français né à Paris le 24 décembre 1689, où il est mort le 21 décembre 1775.
Probablement danseur dans les rôles d'enfants sous le nom de « petit Dupré », il fait ses débuts officiels à l'Académie royale de musique en 1714 et en devient le maître de ballet attitré en 1739. De 1725 à 1730, il se produit régulièrement à Londres, à Dresde et à la cour de Pologne.
Jusqu'en 1743, il est l'un des principaux professeurs de l'école de danse de l'Opéra de Paris, où il a pour élèves Marie-Anne de Camargo, Gaëtan Vestris, Jean-Georges Noverre, Maximilien Gardel et Jean-Baptiste Hus.
De 1748 à 1765, il composa 9 ballets.
Casanova fut un de ses fervents admirateurs.
Il a composé quelques ballets pour les élèves du collège Louis-le-Grand.
Technicien accompli et figure emblématique de la « belle danse » française, celui qu'on appelait couramment « le Grand Dupré » (pour le distinguer d'un autre Dupré, Jean-Denis) fut le premier à recevoir le surnom flatteur de « dieu de la danse. »

## Ses ballets pour le collège Louis-le-Grand
- 1748 : Le Portrait du Grand Monarque
- 1748 : Sesostris
- 1749 : Catilina
- 1749 : Les Héros du roman
- 1750 : David, reconnu roi d'Israël
- 1750 : Le Temple de la fortune
- 1751 : Le Génie
- 1754 : Les Spectacles du Parnasse (avec Raymond-Balthazar Dourdé)
- 1755 : La Prospérité